# Isla dos Currais

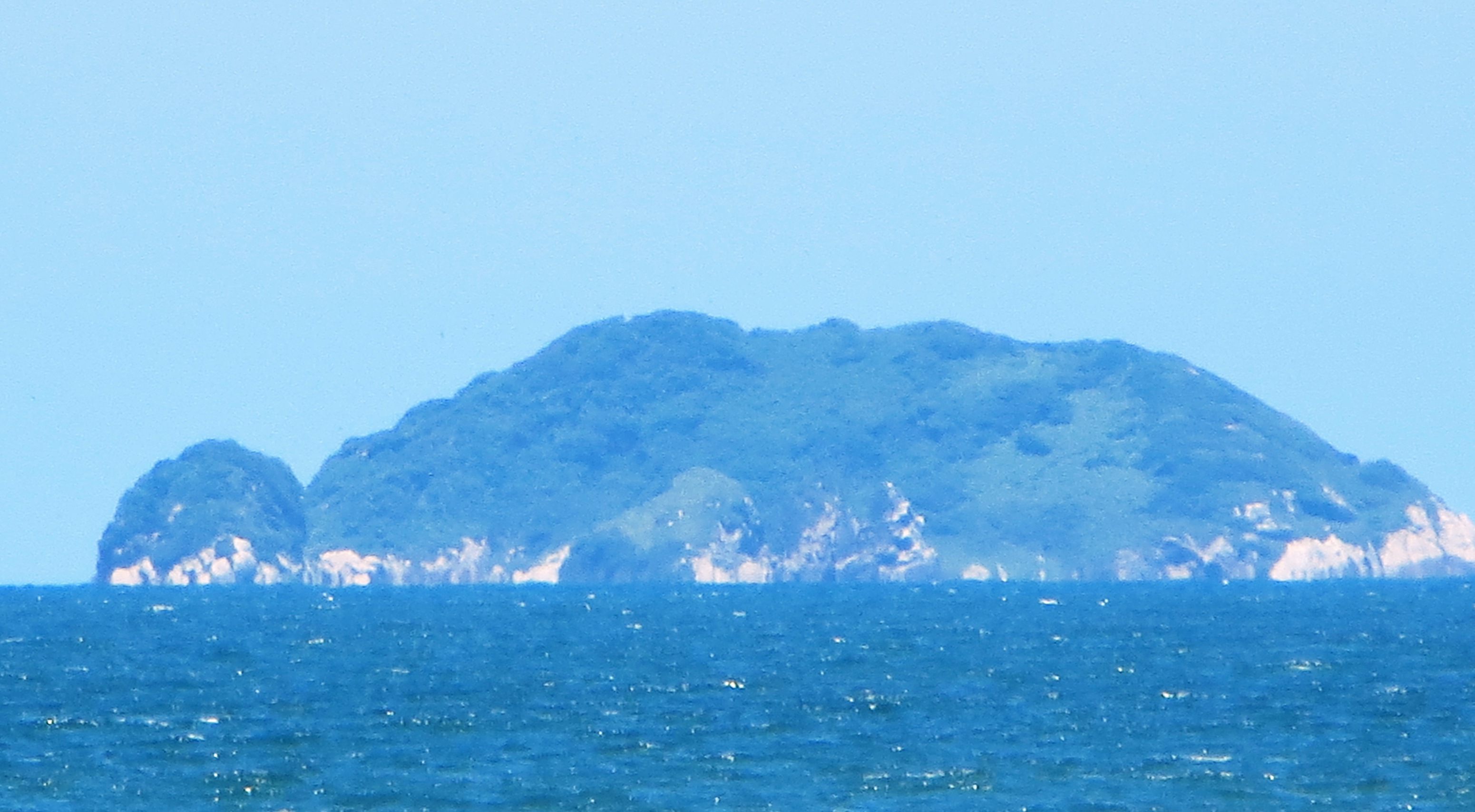
Iha dos Currais vista a 12 kilómetros de la playa de Costa Azul, Matinhos, Estado de Paraná, Brasil.

Ilha dos Currais (en español literalmente: Isla de los Corrales) también escrito Ilhas dos Currais es en realidad un archipiélago brasileño situado a medio camino entre la bahía de Paranaguá y Guaratuba, a alrededor de 6,2 millas de la costa, frente a la playa del este (Praia de Leste), en el municipio de Pontal do Paraná.
El archipiélago está formado por tres pequeñas islas: la primera un pico de poca altura, sin vegetación, la segunda un poco más baja y la tercera, mucho más grande, sólo tiene la vegetación en la cumbre. Es un lugar lleno de aves que hacen sus nidos allí.